# Donatismo

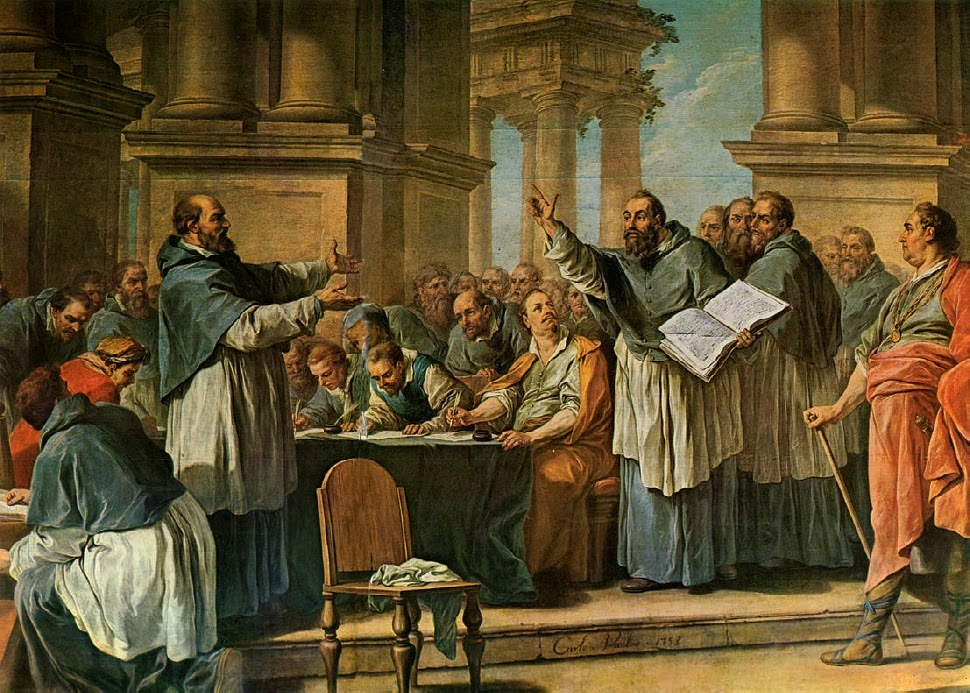
«San Agustín y los donatistas»
Charles-André van Loo.

El donatismo fue un movimiento cismático cristiano iniciado en el siglo IV en Numidia (la actual Argelia), que nació como una reacción ante el relajamiento de las costumbres de los fieles. Iniciado por Donato, obispo de Cartago, en el norte de África, aseguraba que solo aquellos sacerdotes cuya vida fuese intachable podían administrar los sacramentos, entre ellos el de la transubstanciación del pan y el vino en el Cuerpo y la Sangre de Cristo (eucaristía), y que los pecadores no podían ser miembros de la Iglesia.

## Antecedentes
Las conquistas del Imperio Romano sobre las poblaciones en torno al Mar Mediterráneo o «Mare Nostrum» provocaron reacciones de oposición en los distintos pueblos sometidos. Es de interés particular que en África del Norte, Numidia, Cártago e Hipona, junto con otras ciudades asumieran el cristianismo, antes que por una convicción espiritual, por una oposición al emperador romano que siendo politeísta les despreciaba abiertamente, es decir, para las regiones del norte de África ser cristiano equivalía a manifestar su rechazo a la ocupación romana durante los primeros siglos de nuestra era.[cita requerida]
El panorama cambió con el paso de los años, cuando los emperadores romanos comenzaron a convertirse a la fe cristiana, los pobladores de las regiones aludidas buscaron un nuevo credo con el cual seguir oponiéndose al dominio imperial, pues permanecer en la fe de la Iglesia Romana les parecía tanto como aceptar la dominación del Imperio. He aquí el caldo de cultivo en el cual la doctrina del donatismo encontró numerosos fieles no solo en la población común sino también en los obispos cristianos de aquella época, especialmente en Numidia.[cita requerida]

## Historia
Terminada la última gran persecución de cristianos, llevada a cabo bajo el emperador Diocleciano, y tras ser legalizada esta fe por el Edicto de Milán, surgió una fuerte rivalidad entre dos grupos de obispos y de  fieles africanos:
los denominados traditores, que se mostraron débiles y abjuraron de su fe ante las autoridades romanas (lapsi); y los llamados numidios, que se mantuvieron firmes y no cedieron.
En el 311, los obispos africanos 'numidios' se opusieron a la elección de Ceciliano como nuevo obispo de Cartago, realizada por el "traditor" Félix de Aptonga. Ceciliano también era acusado de haber sido un traditor, por haber entregado ejemplares de las Sagradas Escrituras a las autoridades durante la persecución. Sus oponentes, en su lugar, consagraron a un tal Mayorino como nuevo obispo, efímero, puesto que al poco sería sucedido por Donato Magno. Los ahora llamados "partido donatista" apelaron al emperador Constantino, quien decidió que el problema fuera dirimido por el obispo de Roma Melquíades, en un concilio local. Este se celebró en esta misma ciudad el 1 de octubre de 313, y se mostró favorable a Ceciliano como único obispo de Cartago, fallo que no fue aceptado por los donatistas y acabó por dar origen a un cisma.
Este movimiento se denominó inicialmente a sí mismo 'Iglesia de los Mártires', puesto que sus fieles pretendían ser los únicos en mantener el honor y la pureza de fe de aquellos héroes cristianos que habían dado su vida durante la persecución. Su otro nombre fue dado por sus adversarios por causa de Donato, elegido obispo por sus partidarios a finales del 312, como ya se vio.
Donato afirmaba que todos aquellos ministros (sacerdotes y obispos) que fuesen sospechosos de traición a la fe durante las persecución de Diocleciano eran indignos de impartir los sacramentos. Su movimiento mostró actitudes bastante fanáticas e intransigentes a lo largo de toda su existencia, con las consecuentes contradicciones típicas de cualquier movimiento que se pretende purista. Llegaron a recurrir a la violencia y al terrorismo, al crearse los grupos de llamados circunceliones.
El donatismo fue enseguida rechazado por la Iglesia católica oficial, que afirmaba la doctrina de la 'objetividad' de los sacramentos, es decir: la idea de que, una vez transmitida la potestad sacerdotal a un hombre mediante el sacramento del Orden Sagrado, los sacramentos que este administrara eran plenamente válidos por intercesión divina, independientemente de la pureza o entereza moral del ministro. De este modo, las doctrinas donatistas fueron condenadas (sin éxito) en el concilio de Arlés del año 314.
El emperador Teodosio I persiguió tanto a los donatistas, por considerar este movimiento una herejía, como a los paganos:

Ordenamos que los donatistas y herejes a los que nuestra paciencia ha tolerado hasta ahora sean castigados severamente por las autoridades competentes hasta el punto de que las leyes los reconozcan personas sin facultad  de declarar ante los tribunales, ni de entablar transacciones ni contratos de ninguna clase, sino que, como a personas marcadas con una eterna deshonra, se les alejará de la sociedad de las personas decentes y de la comunidad de ciudadanos. Ordenamos que los logares en que esta terrible superstición se ha mantenido hasta ahora, vuelvan al seno de la venerable Iglesia católica y que sus obispos, presbíteros y toda clase de clérigos y ministros sean privados de todas sus prerrogativas y sean conducidos desterrados cada uno a una isla o provincia distinta. Y si alguno de éstos huyera para escapar de este castigo y alguien lo ocultara, sepa la persona que lo oculta que su patrimonio pasará al fisco y que él sufrirá el castigo impuesto a aquellos.
Codex Theodosianus, XVI, 5, 54.

Finalmente, ya a princios del siglo V, el donatismo fue combatido de manera enérgica por san Agustín de Hipona, quien había sufrido numerosas penalidades personales por causa de este conflicto, escapando, incluso, de un atentado contra su vida perpetrado por un grupo de circunceliones. Decidido a acabar de una vez con una situación tan penosa, acabó por pedir la intervención directa de la autoridad imperial, para que resolviese el cisma que desgarraba y ya desangraba (literalmente) a la Iglesia africana. Y así, por decreto de Honorio, se celebra en junio de 411 una gigantesca asamblea pública, con la presencia de cientos de obispos de los partidos donatista y católico (Agustín entre ellos), presidida por Flavio Marcelino, un alto funcionario imperial venido a África al efecto. En el curso de esta larga conferencia, el movimiento donatista se vio enredado en sus propias contradicciones, y acabó visiblemente derrotado; buena parte de las actas de esta asamblea histórica se conservan, pero no así el contenido del fallo de Marcelino (quien, posteriormente sería calumniado y falsamente acusado y ejecutado, en clara represalia donatista). Y el emperador Honorio decretaba en el año 412 la unión de toda la Iglesia, con la eliminación formal de toda la estructura jerárquica paralela mantenida por los donatistas.
Pero esta derrota no significó su desaparición, y su influencia se mantuvo persistente por el África romana, hasta que el Islam llegó a la región y se acabó imponiendo al cristianismo en el siglo VII.

### Movimiento social
El donatismo encontró un amplio apoyo entre los grupos sociales más desfavorecidos, en especial entre los obreros agrícolas, que en varias ocasiones se rebelaron no sólo contra la Iglesia "oficial" sino contra el propio poder imperial romano. Esto fue lo que relató el obispo Optato de Milevi:

Cuando estos individuos... vagabundeaban de lugar en lugar y Axido y Fasir se hacían llamar jefes de los santos por esos miserables, nadie estaba tranquilo por lo relativo a sus propiedades. Los justificantes de deudas dejaban de tener valor, entonces un acreedor no podía exigir el pago de lo que se le debía. Todo el mundo estaba atemorizado por las cartas de los que se jactaban de ser jefes de los santos. Si se tardaba en obedecer sus órdenes, una banda delirante caía sobre los acreedores y, precedida por el terror que inspiraba, los rodeaba de peligros. Así, los que en razón de sus préstamos hubiesen podido exigir, se veían obligados, por temor a morir, a humillarse adoptando un papel de suplicantes. Cada cual se apresuraba a renunciar a sus deudas, incluso las importantes, y se consideraba una ganancia haber escapado a los golpes. Los caminos no eran seguros: los señores, arrojados de sus carruajes, corrían como esclavos ante sus propios criados, sentados en el lugar de sus amos. Por decisión y orden suyas, la situación de amos y esclavos estaba invertida.

La historiadora francesa Claude Mossé considera que el movimiento no buscaba una organización nueva de la sociedad como lo demostraría la última frase —«la situación entre amos y esclavos estaba invertida»— que responde más a unas saturnales que a una ideología antiesclavista. Para los rebeldes el reino de Dios no era de este mundo y los propios obispos donatistas, que «no veían con buenos ojos los aliados temibles en los que a veces tenían que apoyarse», «no pensaban poner la doctrina cristiana al servicio de una revolución social o política».